# Linchamento de Deborah Yakubu
Em 12 de maio de 2022, Deborah Samuel Yakubu, uma estudante cristã do segundo ano da faculdade, foi assassinada por uma multidão de estudantes muçulmanos em Sokoto, na Nigéria, após ser acusada de blasfêmia.

## Contexto
A Nigéria é dividida igualmente entre um norte muçulmano e um sul cristão. Doze dos trinta e seis estados da Nigéria tem o islamismo sunita como religião predominante, e operam tribunais da Sharia, assim como tribunais seculares costumeiros. Os tribunais da Sharia podem tratar blasfêmia como merecedora de várias punições até, e incluindo, execução.
Vigilantismo e assassinato extrajudicial ocorrem frequentemente após acusações de blasfêmia.

## Linchamento
Deborah Samuel Yakubu, uma cristã, foi acusada de postar uma declaração blasfema contra o profeta islâmico Maomé. Ela supostamente fez um comentário no WhatsApp, criticando as postagens relacionadas à religião que colegas muçulmanos discutiam no grupo de estudo, que ela acreditava que deveria ter sido reservado para fins acadêmicos.
Em 12 de maio de 2022, Yakubu foi retirada à força da sala de segurança em que estava escondida no Shehu Shagari College of Education em Sokoto. Um táxi estava esperando do lado de fora da escola para escoltá-la em segurança na delegacia. Dentro das instalações da faculdade, uma multidão de colegas apedrejou Yakubu e a espancou com paus, antes de jogar pneus nela e queimar seu corpo além do reconhecimento. De acordo com testemunhas, as forças de segurança dispararam gás lacrimogêneo e tiros de advertência, mas não conseguiram dispersar a multidão. Um estudante que testemunhou o linchamento contou que as últimas palavras de Yakubu foram "O que vocês esperam alcançar com isso?", e que os estudantes cristãos fugiram das instalações durante o linchamento. Um vídeo do assassinato foi amplamente divulgado nas mídias sociais.

## Consequências
O governador Aminu Tambuwal ordenou o fechamento indefinido do colégio imediatamente após o incidente. Uma investigação está em andamento.
Dois estudantes identificados no vídeo foram presos em conexão com o linchamento.

## Reações
O Presidente Muhammadu Buhari condenou o assassinato, dizendo: "Muçulmanos de todo o mundo pedem respeito aos Santos Profetas, incluindo Isah (Jesus) e Muhammad, mas onde ocorrem transgressões, como alegado ser o caso, a lei não permite que ninguém tome o assunto em suas mãos." Ele estendeu suas condolências à família de Yakubu e elogiou a pronta resposta e investigação do governo do estado. O candidato da oposição presidencial Atiku Abubakar foi fortemente criticado por derrubar postagens de mídias sociais condenando o assassinato após receber reação de apoiadores muçulmanos. Líderes religiosos em todo o país, bem como a Associação Cristã da Nigéria (CAN) pediram a rápida acusação dos assassinos de Yakubu. O Sultão de Sokoto Sa'adu Abubakar III e o Sultão de Sokoto também condenaram os "acontecimentos infelizes" e instou as agências de segurança a levar os infratores à justiça. O Alto Comissário Britânico para a Nigéria, Catriona Laing, condenou o assassinato e instou as autoridades a "garantirem que os perpetradores deste ato horrível sejam levados a enfrentar a justiça de acordo com a lei".